# 織田井戸遺跡

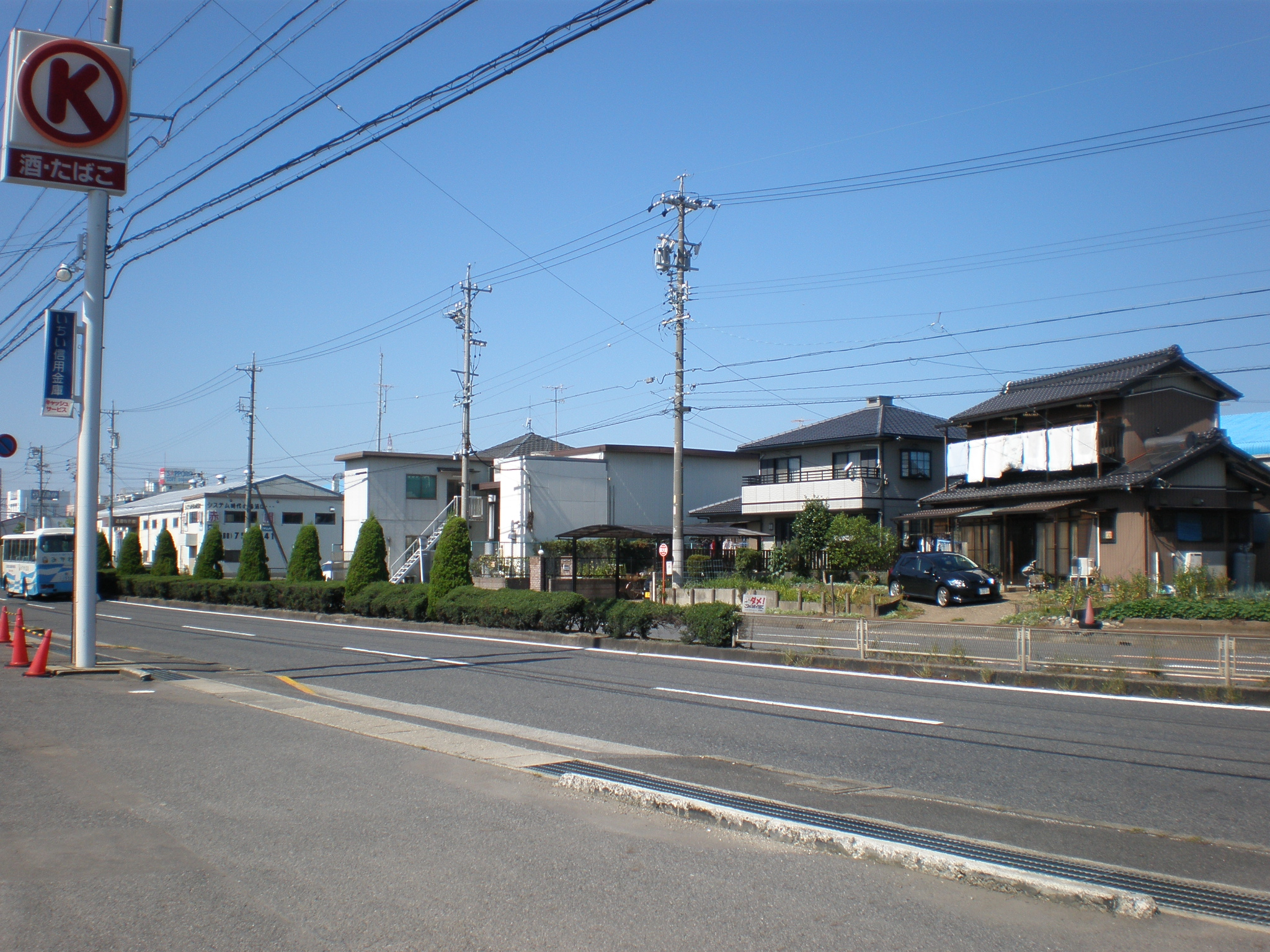
かつて織田井戸遺跡があった辺り。目の前の道路は愛知県道451号名古屋外環状線（小牧市小木）。

織田井戸遺跡（おだいどいせき）は、かつて愛知県小牧市小木にあった、縄文時代から弥生時代にかけての遺跡である。1981年に本格的な調査が行なわれ、多数の遺物が出土している。現在遺跡があった場所は、愛知県道451号名古屋外環状線となっている。

## 歴史
- 1981年（昭和56年） - 小牧市による本格調査実施

## 所在地
愛知県小牧市小木1・2丁目 愛知県道451号名古屋外環状線

## 関連書籍
- 『織田井戸遺跡発掘調査報告書』小牧市教育委員会/編（小牧市教育委員会、1983年）
- 『愛知県小牧市織田井戸遺跡発掘調査報告書』小牧市教育委員会/編（小牧市教育委員会、1983年）